# Jugoslavenska demokratska stranka
Demokratska stranka, odnosno Jugoslavenska demokratska stranka (službeni naziv) je politička stranka koja je djelovala u Prvoj Jugoslaviji, u emigraciji za vrijeme Drugog svjetskog rata te kraće vrijeme nakon uspostave komunističkog režima Druge Jugoslavije. Službeno ime stranke bilo je Jugoslavenska demokratska stranka, dok je u javnosti gotovo uvijek nazivana samo Demokratska stranka, pa se tako spominje i u publicistici i historiografiji.
Godine 1990. u Beogradu je osnovana Demokratska stranka, koja se predstavlja kao obnovljena nekadašnja stranka. Ona se poziva na liberalna načela ranije (J)DS, ali od početka djeluje isključivo u Srbiji.
Krugovi vezani uz Demokratsku stranku osnovali su 1921. godine četnički pokret i njemu blisku batinašku (terorističku) ORJUNU, koju su u znatnom dijelu činili etnički Hrvati.

## Sažetak
Stranka je osnovana na "Kongresu ujedinjenja" u Sarajevu, u svibnju 1919.,  s programom integralnog jugoslavenstva, centralizma i nepomirljive borbe protiv "separatizma" (prvenstveno hrvatskog). Kasnije (od 1924.) znatno ublažava pristup, spremna na kompromis sa strankama federalističkog bloka. Ideologiju integralnog jugoslavenstva napušta 1930-ih godina, nakon uvođenja Šestosiječanjske diktature.
Djeluje u svim dijelovima tadašnje Jugoslavije. Na parlamentarnim izborima 1920. i 1923. osvajala je znatan broj glasova i mandata u Hrvatskoj i Slavoniji (težište joj je ipak u Srbiji). 
Godine 1924. inicijator njenog osnivanja Svetozar Pribićević napustio je stranku te osnovao Samostalnu demokratsku stranku, koja na izborima 1925. i 1927. preotima demokratima glasove na području Hrvatske i Slavonije te Slovenije. Tako Demokratska stranka ostaje ograničena na izborne uspjehe na području Srbije, Vojvodine i Crne Gore.
Nakon uvođenja Šestosiječanjske diktature, stranka je, kao i druge, formalno zabranjena. Postepeno obnavlja svoju djelatnost. Prihvaća suradnju sa strankama federalističkog bloka te na izborima 1935. i 1938. nastupa u sastavu Udružene opozicije čiji je lider Vladko Maček.
Za vrijeme Drugog svjetskog rata njeni predstavnici djeluju u izbjegličkoj vladi u Londonu. Nakon rata obnavljaju svoje djelovanje u Drugoj Jugoslaviji, ali komunistički teror ubrzo sprječava djelovanje i stranka se gasi.

## Prethodnice
JDS je nastala ujedinjenjem većeg broja stranaka i grupa iz raznih dijelova novostvorene države, Kraljevine Srba, Hrvata i Slovenaca.
U Srbiji, godine 1901. grupa mlađih članova tada vladajuće Radikalne stranke odvojila se i osnovala Samostalnu radikalnu stranku europske orijentacije. Stranka ubrzo postaje jedna od najznačajnijih u  Srbiji prije Prvog svjetskog rata.
U Hrvatskoj, od 1906. najjača je politička snaga Hrvatsko-srpska koalicija, koalicija nekoliko hrvatskih i srpskih stranaka.

## Od osnivanja do Šestosiječanjske diktature

### Osnivanje
Ključna osoba, koja je pokrenula ujedinjavanje stranaka i grupa iz Srbije, Hrvatske, Slovenije i Bosne i Hercegovine i osnivanje nove stranke, bio je Srbin prečanin Svetozar Pribićević. Ubrzo nakon proglašenja Kraljevine Srba, Hrvata i Slovenaca 1. prosinca 1918., Pribićević dolazi do zaključka da je potrebno, ujedinjenjem stranaka i grupa iz svih dijelova nove države, stvoriti novu stranku, koja će zastupati integralno jugoslavenstvo. Kao ministar unutarnjih poslova u Vladi, formiranoj 20. prosinca, i jedan od najmoćnijih ljudi u državi, radi na realizaciji te ideje.
Tako je već sredinom veljače održan veliki zbor u Sarajevu, na kojoj sudjeluju predstavnici Hrvatsko-srpske koalicije te još desetak stranaka i grupa s područja Hrvatske i Slavonije, Dalmacije, Bosne, Slovenije i Vojvodine. Izlažući program buduće stranke, Pribićević kaže: »Naša država ima da bude i treba da bude jedinstvena, jednostavna, da ima jedan suverenitet, jednu vladu i jednu legislativu.« Monarhija, dinastija Karađorđevića i centralizam vlade su izvan diskusije. Država ima velike zadatke u »izgrađivanju jedinstvene narodne duše«.  Pribićević inzistira i na tome da jedinstvena država ne smije biti država srpske hegemonije. (Pribićević, str. 161–164)
Ubrzo su se toj inicijativi pridružile tri stranke iz Srbije: Samostalna radikalna stranka (predsjednik Ljubo Davidović), Napredna stranka (Vojo Marinković) i Liberalna stranka (Vojo Veljković). 
Konferencija ujedinjenja održana je u Sarajevu u svibnju 1919. Iako je Pribićević dao inicijativu za osnivanje nove stranke, on kao prečanin nije bio pogodna osoba za osvajanje glasova u Srbiji, pa je za predsjednika nove stranke izabran Ljubo Davidović, a Pribićević za potpredsjednika.  Davidović ostaje predsjednik sve do 1940., kada ga nasljeđuje Milan Grol. 
Program proglašava da Demokratska stranka »smatra narod Srba, Hrvata i Slovenaca kao nacionalnu cjelinu, jednu po krvi i jeziku i po svojim osjećajima. (…) Stoga Demokratska stranka isključuje sve historijske, plemenske, vjerske i pokrajinske razlike i obzire kao razlog i podlogu za političko i administrativno uređivanje i posebno stranačko odvajanje. Demokratska stranka će (…) suzbijati svako djelovanje separatizma.« (cit. prema Čulinović, I, str. 278)
U novostvorenoj državi u to vrijeme vlada provizorij prije održavanja izbora za Ustavotvornu skupštinu. Kralj i vodeći srbijanski političari nastoje sredstvima političkog terora osigurati stabilnost režima i suzbiti "separatističke" političke snage. U tome je Svetozar Pribićević osobito agilan. (Vidi članak Orjuna.) Demokrati su glavna snaga koja se bori za vlast s velikosrpskom Narodnom radikalnom strankom Nikole Pašića.
U političkim igrama, od kolovoza 1919. do veljače 1920. Ljubo Davidović je na čelu vlade s demokratskom većinom. Kasnije demokrati sudjeluju u vladama s radikalnom većinom. 

### Izbori 1920.
Izbori za Ustavotvornu skupštinu Kraljevine SHS održani su 28. studenoga 1920. JDS osvaja pojedinačno najviše glasova i mandata: 319.000 glasova (19,9 posto) i 92 mandata (od 419).  Bila je jedina stranka koja je istakla svoje liste u svih 55 izbornih jedinica (komunisti u 54, radikali u 47). Jedina stranka koja je osvajala mandate u svih osam pokrajina tadašnje države. U sjevernoj Srbiji (područje Srbije do 1912., bez Vojvodine) i južnoj Srbiji (područje koje je Srbija osvojila u Balkanskim ratovima 1912. – 1913., s Makedonijom) osvojili su ukupno 56 mandata (radikali 46, komunisti 32). 
Nakon Srbije, najviše manda osvaja Hrvatskoj i Slavoniji: 19 od ukupno 93. Tu su druga stranka iza HPSS s 50 mandata; radikali su dobili 9, komunisti 7, te "građanske" hrvatske stranke 8 mandata. Kao zastupnici DS, u Narodnu skupštinu ulaze jedanaestorica Hrvata. Mnogi su Hrvati težili snažnoj državi kao zaštiti od teritorijalnih pretenzija Italije, koja je zaposjela velik dio područja Dalmacije (gdje izbori nisu ni bili održani). U Dalmaciji osvajaju jedan mandat (od 11).
U Vojvodini (tj. tada: Banat, Bačka i Baranja) su druga stranka s 10 mandata (iza radikala s 21). U Sloveniji, osvaja glasove malobrojnih liberala (većinu glasova osvojila je klerikalna Slovenska ljudska stranka). Slabi su u Bosni i Hercegovini sa samo dva mandata (od 61), a dobri u Crnoj Gori s tri (od 10; pobijedili su komunisti s četiri mandata).
1. siječnja 1921. formirana je koalicijska vlada radikala i demokrata, kojoj je na čelu Nikola Pašić.

### Suparništvo Davidovića i Pribićevića
Od početka, unutar JDS postojala je bitna razlika u pristupu između srbijanskih i prečanskih političara. Prvima je, na čelu s Davidovićem, najvažniji zadatak borba za vlast protiv radikala, dok su programski ciljevi i ideologija u drugom planu. Drugi naprotiv, a osobito Pribićević, inzistiraju na ideologiji i programu jugoslavenskog nacionalnog jedinstva. Zato je Davidović sklon sporazumu i s idejnim neprijateljima, Radićevom HRSS i drugim "separatistima", odnosno federalističkim blokom koji se formira u Narodnoj skupštini. Pribićević to ne može trpjeti.
Hrvoje Matković zaključuje: Iako je Pribićević odlučno odbijao i osuđivao ideju Velike Srbije, njegov »ne samo verbalni nego i praktično-politički radikalizam objektivno je pomogao učvršćivanju vlasti radikala, koji su u ujedinjenoj državi vidjeli Veliku Srbiju. Za Radikalnu stranku Kraljevina SHS nije bila nova, nego stara država, tj. proširena Srbija.« (Pribićević, str. 42)
Do raskola u stranci zamalo je došlo nakon što je Davidović u rujnu 1922. sudjelovao na Kongresu javnih radnika u Zagrebu, gdje je bila proklamirana pomirljiva "politika srednje linije".
1921. god. krugovi vezani uz Demokratsku stranku osnovali paravojni četnički pokret; Pribičeviću bliski ljudi iz Demokratske stranke pokreću u isto vrijeme paravojnu ORJUNU, u koju se u znatnom dijelu uključuju etnički Hrvati. Obje organizacije se ubrzo ističu batinaškim i oružanim nasiljem protiv protivnika jugounitarističke i velikosrpske ideje. 

### Izbori 1923.
Na izborima za Narodnu skupštinu 18. ožujka 1923. stranka je povećala broj svojih glasova na 400.342, što zbog znatno većeg ukupnog broja glasača znači pad postotka s 19,9 na 18,4%. Kako je i ukupni broj mandata u skupštini znatno smanjen (s 419 na 312), te zbog osobina izbornog sustava (razmjerni izbori, ali u malim jedinicama, što daje prednost jačim strankama), broj mandata gotovo je prepolovljen: s 92 na 51. Napredovali su s jedne strane radikali, s druge HRSS. 
U sjevernoj Srbiji osvojili su 21 mandat (od 73; radikali 50),  u južnoj Srbiji 12 (od 41; radikali 15 i Džemijet 14), Hrvatskoj i Slavoniji 10 (od 68),  Vojvodini četiri (od 34), Crnoj Gori dva (od 7), Dalmaciji jedan (od 15), Sloveniji jedan (od 26), a u Bosni i Hercegovini ostali su bez mandata. (Čulinović, str. 411)

#### Raskol
U ožujku 1924. Davidović, nastojeći srušiti vladu Nikole Pašića, radi na stvaranju Opozicionog bloka sa Savezom zemljoradnika (koji osvaja znatan dio glasova Srba u Bosni i Hercegovini), Slovenskom ljudskom strankom, Jugoslavenkom muslimanskom organizacijom i HRSS. Za Pribićevića su pregovori sa "separatistima" iz HRSS neprihvatljivi. S grupom od 14 zastupnika on 26. ožujka 1924. istupa iz stranke i osniva Samostalnu demokratsku stranku (SDS). Sljedećeg dana Nikola Pašić i Pribićević sastavljaju novu vladu.
(Godine 1927. međutim dolazi do spektakularnog obrata u Pribićevićevoj politici: posve se odriče ideje o jugoslavenskoj naciji i sklapa koaliciju s Radićem, kao Seljačko-demokratska koalicija, napadajući beogradski centralizam jednako žestoko, kao što ga je prije branio.)

### Izbori 1925. godine
Na parlamentarnim izborima 8. veljače 1925. Demokratska stranka spala je na 284.527 glasova (11,8 posto) i 37 mandata. (Režimskog terora i manipulacija bilo je na svim izborima, uz tendenciju jačanja; Demokratska stranka, sada u oporbi, postaje žrtva.)  Radikali i SDS, nastupajući u koaliciji kao Nacionalni blok, osvajaju većinu glasova Srba u Hrvatskoj, te dio glasova Hrvata i drugih. Tako je DS ostala bez ijednog mandata na području Hrvatske i Slavonije, a zadržala jedan mandat u Dalmaciji. Izgubila je i glasače u Sloveniji. Tako, nakon raskola, stranka gubi jugoslavenski karakter. Program integralnog jugoslavenstva biva potisnut u pozadinu. Stranka djeluje među Srbima u Srbiji i Crnoj Gori kao pretežno liberalno-demokratska opcija nasuprot pretežno nacionalističko-konzervativnoj Radikalnoj stranci. Stranka ostaje u opoziciji nasuprot vladajućim radikalima koji sklapaju razne koalicije.

## Izbori 1927. godine
Na izborima održanim 11. rujna 1927., stranka bilježi znatan: 381.784 glasova i 59 mandata. Teritorijalno je međutim ostala ograničena na područje Srbije, Vojvodine i Crne Gore, kao i 1925. Ulazi u koalicijsku vladu s radikalima, JMO i SLO.  

## Od Šestosiječanjske diktature do Drugog svjetskog rata
U vrijeme Šestosiječanjske diktature stranka je, kao i ostale, silom zakona formalno rastpuštena. Pod pritiskom diktature približavaju se Seljačko-demokratskoj koaliciji i prihvaćaju federalizam kao rješenje nacionačnog pitanja u Kraljevini Jugoslaviji. 
Na parlamanternim izborima 1935. i 1938. nastupaju kao udružena opozicija zajedno sa Seljačko-demokratskom koalicijom, Zemljoradničkom strankom i Jugoslavenskom muslimanskom organizacijom. Nositelj liste Udružene opozicije bio je Vladko Maček.
Godine 1937. iz stranke se izdvojila grupa tzv. "demokratske ljevice" (Ivan Ribar, Čedomir Plećević, D. Smiljanić). 
Iako je stranka bila u koaliciji s HSS-om na izborima 1938., nakon sklapanja Sporazum Cvetković-Maček ona ostaje u opoziciji. Nakon državnog udara 27. ožujka 1941., njezini predstavnici, zajedno s predstavnicima skoro svih drugih stranaka, ulaze u vladu generala Dušana T. Simovića.

## Drugi svjetski rat i poslije njega
Nakon Travanjskog rata i raspada Kraljevine Jugoslavije, dio vodstva JDS odlazi u emigraciju. Sudjeluju u izbjegličkim vladama u Londonu. Većina onih koji ostaju u zemlji pasivizira se. Neki surađuju s okupatorskim režimom Milana Nedića u Srbiji, neki sudjeluju u četničkom pokretu Draže Mihailovića, a neki u Narodnooslobodilačkom pokretu pod vodstvom KPJ i Josipa Broza Tita. (Raskol jednak onomu koji se dogodio u HSS. Vidi članak Hrvatska seljačka stranka za vrijeme Drugog svjetskog rata.)
7. ožujka 1945. formirana je Privremena vlada Demokratske federativne Jugoslavije na čelu s Josipom Brozom Titom, u kojoj sudjeluju i predstavici DS koji se vraćaju iz izbjeglištva. Predsjednik stranke Milan Grol, postaje potpredsjednik Vlade. AVNOJ se proširuje sa 118 "građanskih" političara. 
U Beogradu počinje izlaziti, kao tjednik, stranačko glasilo Demokratija, jedini oporbeni list u zemlji.  Međutim doživjet će samo sedam brojeva: već u rujnu, Sindikat slagača (naravno, pod komunističkom kontrolom)  odbija tiskanje Demokratije  i list prestaje izlaziti.
Zbog nametanje potpune kontrole KPJ, Milan Grol je podnio ostavku u vladi 19. kolovoza 1945.
Demokratska stranka istakla je pred izbore za Ustavotvornu skupštinu svoj Program, objavljen u glasilu Demokratija 27. rujna 1945. Program polazi od demokratskog načela da narod treba biti izvor sve vlasti: zakonodavne, upravne i sudske. Međutim, da bi se to ostvarilo, narodno odlučivanje mora biti slobodno od svakog i svačijeg diktata. Za to su potrebne sve političke slobode: sloboda tiska, zbora i dogovora i udruživanja. Program također ističe načelo ravnopravnosti, vjere, državnopravnih okvira u kojima su narodi Jugoslavije živjeli, mišljenja i osjećanja. Također sadrži i načelo socijalne pravde koje nalaže pravednu raspodjelu dobara, uz jednovremeno osiguranje slobode, osobne sigurnosti, svojine i slobodne inicijative. (Koštunica i Čavoški, str. 17)
Stranka se pokušava organizirati za nastup protiv "Narodnog fronta" pod kontrolom KPJ na izborima u studenom 1945. Komunistički teror čini to nemogućim. Demokratska stranka i još nekoliko stranaka 20. rujna 1945. objavljuju odluku o bojkotiranju izbora. 
Grol je izvrgnut osobito žestokim napadima i osudama, kao "izdajnik", "fašist" isl. U tisku ga je žestoko napadao Milovan Đilas, pišući da »iza intelektualne glava Milana Grola viri Draža Mihailović«, pa čak i »Pavelićeve ustaše«. Nešto nakon izbora Grol i drugi stranački vođe bili su pohapšeni, imovina stranke zaplijenjena i njen rad konačno zabranjen.